# Telchinia sambavae
Telchinia sambavae is een vlinder uit de familie van de Nymphalidae. De wetenschappelijke naam van de soort is voor het eerst gepubliceerd in 1873 door Christopher Ward.
De soort komt voor in de bossen van Madagaskar.